# 紀元前683年
紀元前683年（きげんぜん683ねん）は、西暦（ローマ暦）による年。紀元前1世紀の共和政ローマ末期以降の古代ローマにおいては、ローマ建国紀元71年として知られていた。紀年法として西暦（キリスト紀元）がヨーロッパで広く普及した中世時代初期以降、この年は紀元前683年と表記されるのが一般的となった。

## 他の紀年法
- 干支 : 戊戌
- 中国
  - 周 - 荘王14年
  - 魯 - 荘公11年
  - 斉 - 桓公3年
  - 晋 - 晋侯緡24年
  - 秦 - 武公15年
  - 楚 - 文王7年
  - 宋 - 湣公9年
  - 衛 - 恵公17年
  - 陳 - 宣公10年
  - 蔡 - 哀侯12年
  - 曹 - 荘公19年
  - 鄭 - 子嬰11年
  - 燕 - 荘公8年
- 朝鮮
  - 檀紀1651年
- ユダヤ暦 : 3078年 - 3079年

## できごと

### 中国
- 宋軍が魯に侵入し、魯軍が宋軍を鄑で撃破した。
- 宋で洪水が発生した。
- 周の王女の共姫が斉の桓公にとついだ。

### ギリシア
- アテナイのアルコンの任期が10年から1年に限定される。